# Bent Exner
Bent Exner, född 12 november 1932, död 23 augusti 2006, var en dansk guldsmed. Han var gift med Helga Exner.
Bent Exner hade verkstad på Nordjylland. Han tillverkade smycken och kyrkligt silver med arkitektonisk uppbyggnad. År 1969 belönades Exner med Lunningpriset.

### Fotnoter
1. ↑  Kunstindeks Danmark, Kunstindeks Danmark-ID: 3482, läst: 9 oktober 2017.[källa från Wikidata]
2. 1 2  Dansk Biografisk Lexikon, Dansk biografisk Leksikon-ID: Bent_Exner, läs online.[källa från Wikidata]